# Peter Sirch
Peter Sirch (* 30. Dezember 1961 in Immenstadt) ist ein ehemaliger deutscher Fußballtorwart und Torwarttrainer.

## Karriere
Der vom achten bis neunzehnten Lebensjahr für den FC Immenstadt spielende und auch in den Kader der bayrischen Auswahl berufene Sirch, gelangte durch Kontakte zu den Münchner Groß-Vereinen, die bei seinem Heimatverein anfragten, 1981 zu den Amateuren des TSV 1860 München. Nach einer Spielzeit in der Landesliga Süd, die mit dem zweiten Tabellenplatz beendet wurde, stieg Sirch dennoch auf. Von 1982 bis 1984 gehörte er dem Bayernligakader der Löwen an, kam aber nur dreimal in der Spielzeit 1982/83 zum Einsatz. Danach spielte er wieder in der Reserve-Mannschaft, die bedingt durch den Zwangsabstieg der ersten Mannschaft mittlerweile in der sechstklassigen A-Klasse antrat. 1984/85 bestritt er dort 13 Partien. 1985 wechselte er zu den Amateuren des FC Bayern München, für die er bis 1989 spielte und mit ihnen am 21. Juni 1987 das mit 1:4 gegen den MSV Duisburg verlorene Finale um die Deutsche Amateurmeisterschaft erreichte. Von 1988 bis 1989 gehörte er als Vertragsamateur dem Profikader an, wechselte anschließend für eine Spielzeit nach Österreich zum Erstliga-Aufsteiger Casino Salzburg und kehrte 1992 nach Deutschland zum Zweitligisten SpVgg Unterhaching zurück. Am 24. Juli 1992 (5. Spieltag) bei der 1:3-Niederlage im Heimspiel gegen den SV Meppen gab er sein Debüt. Sein sechstes und letztes Spiel absolvierte er am 7. Juni 1998 (34. Spieltag) bei der 1:4-Niederlage im Heimspiel gegen den FC St. Pauli. 1999 stieg er mit der Mannschaft in die Bundesliga auf, in der er allerdings ohne Einsatz blieb. 2001/02 gehörte er der Mannschaft – nach zwei Spielzeiten wieder abgestiegen – letztmals an. Von 1995 bis 2002 hatte er zudem das Amt des Torwarttrainers inne, das er auch von 2004 bis 2006 beim TSV 1860 München bekleidete und seit 2008 in der Jugendabteilung des FC Bayern München wahrnimmt.

## Erfolge
- Meister Bayernliga 1984 (ohne Einsatz)
- Meister Regionalliga Süd 1995 und Aufstieg in die 2. Bundesliga
- Aufstieg in die Bundesliga 1999

## Sonstiges
- Am 19. Mai 2005 wirkte Sirch in einem Testspiel vor der offiziellen Eröffnung der Allianz Arena zwischen den Traditionsmannschaften des FC Bayern München und des TSV 1860 München mit. Als Torhüter der Löwen hielt er einen Elfmeter von Lothar Matthäus.
- Sirch gehörte in seiner Jugendzeit dem B-Kader der Ski-Nationalmannschaft an.
- Der gelernte Sportlehrer betreibt mit seiner Frau einen Schuhladen in Heimstetten bei München.